# 第19屆威尼斯影展
第19屆威尼斯影展於1958年8月24日至9月7日舉辦。

## 競賽電影
| 中文片名         | 原文片名              | 導演                 | 製作公司 |
| ---------------- | --------------------- | -------------------- | -------- |
| 《車伕鬆五郎》   | Muhōmatsu no isshō    | 稻垣浩               | 日本     |
| 《街角的小王子》 | En cas de malheur     | 克勞德·奧塔特-拉臘   | 法國     |
| 《她的一生》     | Une vie               | 亚历山大·阿斯楚克    | 法國     |
| 《楢山節考》     | Narayama-bushi Kō     | 木下惠介             | 日本     |
| 《一周的第八日》 | Ósmy dzien tygodnia   | 亞歷山大·福特        | 波蘭     |
| 《小夜灯》       | Nattens ljus          | 拉斯-埃里克·谢尔格伦 | 瑞典     |
| 《情人们》       | Les amants            | 路易·馬盧            | 法國     |
| 《黑兰花》       | The Black Orchid      | 馬丁·里特            | 美国     |
| 《小蕩婦》       | God's Little Acre     | 安東尼·曼            | 美国     |
| 《財星高照》     | The Horse's Mouth     | 羅納德·內梅          | 英国     |
| 《女孩罗斯玛丽》 | Das Mädchen Rosemarie | 羅爾夫·提艾利        | 德国     |
| 《挑战》         | La sfida              | 法蘭西斯科‧羅西      | 義大利   |
| 《狼的圈套》     | Vlcí jáma             | 喬治·魏斯            | 捷克     |
| 《奥塔尔的遗孀》 | Otaraant qvrivi       | 米哈依尔·齐阿乌列里  | 俄羅斯   |

## 獎項
- 金獅獎：
  - 稻垣浩《車伕鬆五郎（英语：Rickshaw Man）》
- 評審團特別獎：
  - 路易·馬盧 《情人们（英语：The Lovers (1958 film)）》
  - 法蘭西斯科‧羅西（英语：Francesco Rosi） 《挑战（英语：La sfida）》
- 沃爾庇杯：
  - 最佳男演員：亚历克·吉尼斯 《財星高照（英语：The Horse's Mouth (film)）》
  - 最佳女演員：索非娅·罗兰 《黑兰花》

## 外部鏈接
- 官方网站
- IMDb1958年威尼斯影展 （页面存档备份，存于）